# Provincia de Caldas
La provincia de Caldas fue una de las provincias del Estado Soberano del Cauca y del Departamento del Cauca (Colombia). Fue creada por medio de la ley 81 del 11 de octubre de 1859, a partir del territorio central de la provincia de Popayán. Tuvo por cabecera a la ciudad de Almaguer. La provincia comprendía el territorio de la actual región caucana del Sur.

## Geografía

### Límites
La provincia de Caldas en 1859 limitaba al sur con las provincia de Pasto; al oriente con la cima de la cordillera Oriental desde donde termina el territorio de Pasto hasta donde están las cabeceras del río Guachicono en el páramo de las Papas; por las aguas de este río hasta su confluencia con el Patía y por las de este hasta donde se une con el río Mayo, que era el límite de Pasto por su parte occidental.

### División territorial
En 1876 la provincia comprendía los distritos de Almaguer (capital), Arbela, Bolívar, Guachicono, La Cruz, La Vega, Lerma, Mamascato, Mercaderes, Pancitará, Rosal, San Lorenzo, San Pablo, San Sebastián y Veinticuatro.
En 1905 la provincia comprendía los distritos de Bolívar (capital), Arbela, Almaguer, La Vega, Mercaderes, San Pablo y San Sebastián.